# Wink
Wink là phần mềm miễn phí hỗ trợ chụp và quay màn hình thường dùng trong thuyết trình các tính năng và cách sử dụng một phần mềm cụ thể.
Ưu điểm của Wink so với các phần mềm quay màn hình thuần túy là nó có thể dừng lại giữa chừng để người dùng chuẩn bị các thao tác trước khi tiếp tục quay; và mỗi khi tạm dừng như vậy thì có thể viết thêm chú thích cho người theo dõi.
File kết quả tạo ra sau khi quay xong có định dạng (*.swf) của Macromedia Flash.
Mặc dù Wink không phải là phần mềm tự do, nhưng nó một bản cài trong Debian Linux. Phiên bản trong Linux yêu cầu GTK+ 2.4 trở lên.